# Mil Mi-28
El Mil Mi-28 «Cazador nocturno» (en ruso: Ми-28 «Ночной охотник», designación OTAN: Havoc) es un helicóptero militar de ataque ruso fabricado por la Fábrica de helicópteros Mil de Moscú desde finales de los años 1980. Se trata de un helicóptero con rotor principal de cinco palas, biplaza en tándem, y con capacidad operativa todo tiempo y día-noche. Es una aeronave destinada totalmente al ataque, sin capacidad secundaria para transporte de tropas, mejor optimizado que el Mil Mi-24 para misiones antitanque. El armamento principal del Mi-28 consiste en un cañón bajo el morro, y además puede cargar de forma externa misiles y cohetes en cuatro pilones montados bajo las estructuras alares laterales de las que dispone.

## Desarrollo

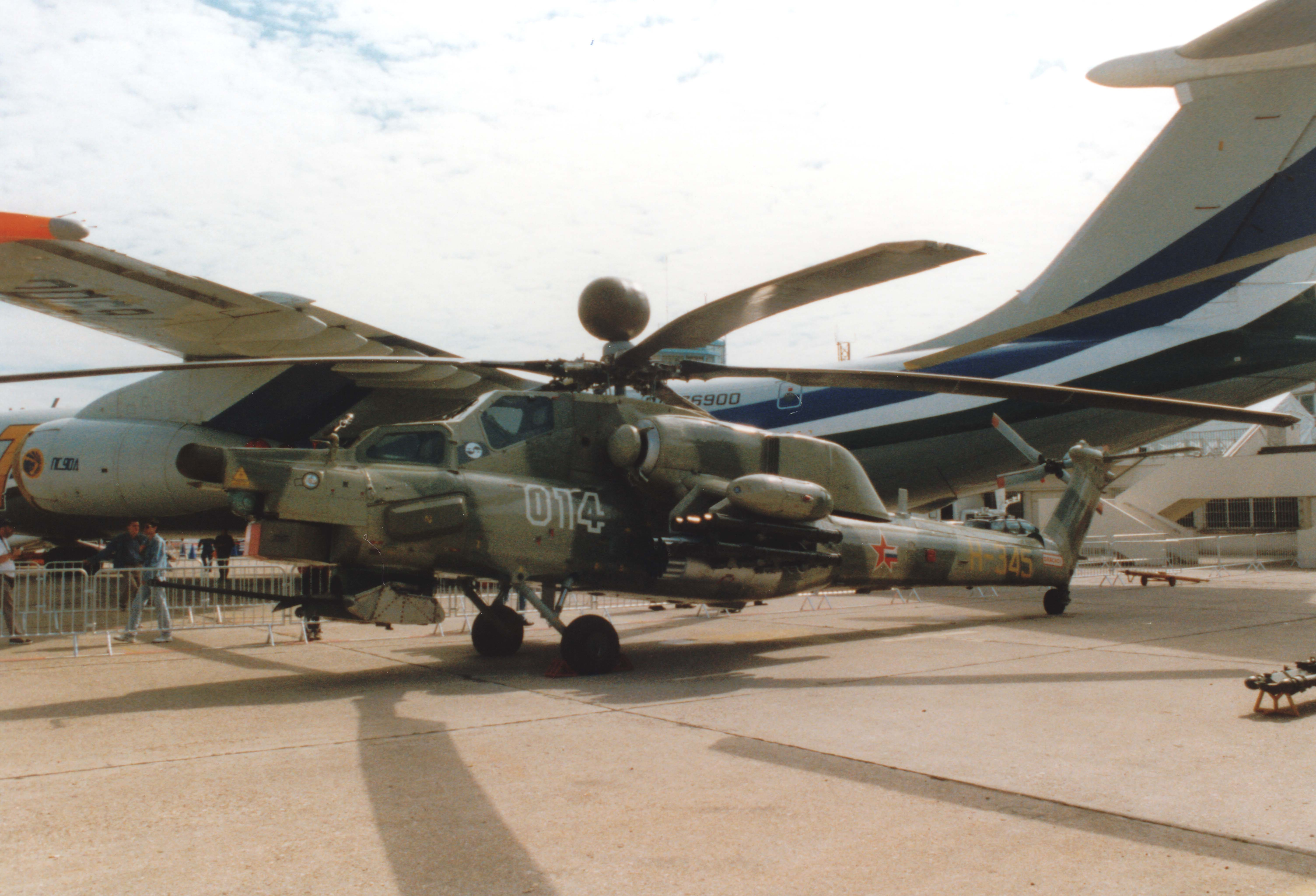
Mi-28 en la exhibición Le Bourget (París) en 1997.

En 1972, presentado el Mil Mi-24 , comenzó el desarrollo de un nuevo helicóptero de ataque. El nuevo diseño tenía una capacidad de transporte reducida (3 tropas en lugar de 8 del Mi-24) y omitió la cabina de tropas para proporcionar un mejor rendimiento general y una mayor velocidad máxima. El rendimiento y agilidad mejorados era importante para la lucha contra tanques y helicópteros enemigos y cubrir las operaciones de helicópteros de transporte. Inicialmente se consideraron diseños diferentes, incluido un proyecto no convencional con dos rotores principales, colocados con motores en las puntas de las alas en disposición perpendicular. También un diseño similar al helicóptero estadounidense Lockheed AH-56 Cheyenne. En 1977, se eligió finalmente el diseño preliminar, un diseño clásico de un solo rotor sin ningún parecido con el Mi-24.
El trabajo de diseño final comenzó con Marat Tishchenko en 1980. En 1981 se aceptó un diseño y una maqueta. El prototipo (n° 12) voló por primera vez el 10 de noviembre de 1982. El segundo prototipo (n° 22) se completó en 1983. En 1984 el Mi-28 completó la primera etapa de pruebas, pero en octubre de 1984 La Fuerza Aérea Soviética eligió el Kamov Ka-50 como su nuevo helicóptero antitanque. Hubo cierta polémica sobre la elección, sospechandose de cierto favoritismo. El desarrollo del Mi-28 continuó, pero con menor prioridad. En diciembre de 1987 se aprobó la producción de Mi-28.
Un Mi-24 de producción temprana fue equipado con un boom de datos aéreos para realizar una prueba de las nuevas tecnologías del Mi-28. Más tarde algunos Mi-24D serían equipados con el soporte de la cúpula del Mi-28 para probar las prestaciones de visión, vuelo y navegación. Otros Mi-24 tenían fuselajes rediseñados que se parecían mucho al futuro Mi-28, pero con cabinas redondeadas.
En enero de 1988 voló el primer prototipo de Mi-28A (n° 32). Estaba equipado con motores más potentes y un rotor de cola tipo "X" en lugar de la versión de tres palas. El Mi-28A se presentó en el Salón Aeronáutico de París en junio de 1989. En 1991 se completó el segundo Mi-28A (n° 42). El programa Mi-28A se canceló en 1993 en favor del Ka-50, ya que se decidió que el Mi-28A no era apto para todo tipo de clima.
Hoy en día se fabrica la versión moderna del Mi-28A –el Mi-28N– que tiene capacidad operativa todotiempo, entre otras. De éstos el Ministerio de Defensa ruso proyecta comprar un total de 300 unidades del Mi-28 junto a los Kamov Ka-52 Alligator, siendo estos últimos destinados a fuerzas especiales rusas y la Armada de Rusia para los buques Clase Mistral. Así se pone el punto final a la larga y dura batalla entre Mil y Kamov por el pedido estatal ruso.
El Mi-28N fue presentado en 1995, la N significa noche. El prototipo (n° 014) voló por primera vez el 14 de noviembre de 1996. Su característica más significativa es un radar en una cubierta redonda sobre el rotor principal, similar al Apache AH-64D. El Mi-28N también mejoró el sistema de visión y cuenta con un dispositivo de puntería debajo de la nariz, que incluye una cámara de televisión y FLIR. Debido a problemas de financiación, el desarrollo se interrumpió y el segundo prototipo, con un diseño de rotor mejorado, no se presentó hasta marzo de 2004.
Los cambios que trajo el final de la Guerra Fría hicieron que los helicópteros antitanques especializados fueran vistos como menos útiles. Las características del Mi-28N (capacidad todo tiempo, menor costo y componentes compartidos con el Mi-24) se volvieron importantes ante los problemas de presupuesto y en 2003 la Fuerza Aérea Rusa declaró que Mi-28N y Ka-50 se convertirían en los helicópteros de ataque estándar.
El primer Mi-28N de serie se entregó al Ejército el 5 de junio de 2006. Para 2015 se planeaba comprar 67 Mi-28N y reemplazar el Mi-24 reemplazado por completo. Se entregaron alrededor de 140 helicópteros Mi-28N y Mi-35M en 2012-14 a clientes nacionales y extranjeros; En 2015 se entregaron 28 helicópteros.
Mil también desarrolló la variante de exportación Mi-28NE y también una variante diurna más simple, el Mi-28D , sin radar ni FLIR. El derivado de quinta generación Mi-28NN ha estado en desarrollo desde 2008. Este helicóptero debería incluir firma baja de radar , autonomía de vuelo prolongada, sistema de armas avanzadas y una velocidad de hasta 600 km/h. En 2016 se informó que se estaba desarrollando un nuevo sistema de casco diseñado para mostrar información visual para apuntar a objetivos en cualquier campo de visión.

## Diseño

### Estructura

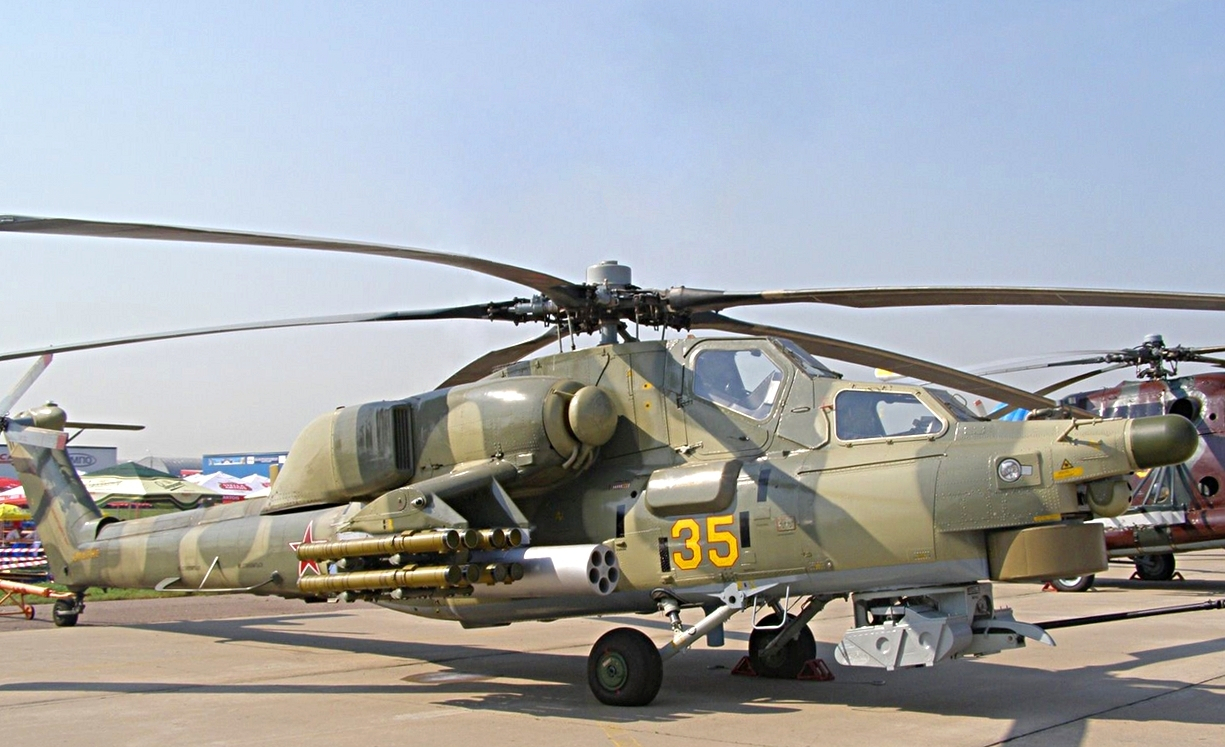
Mi-28N en la exhibición aérea internacional MAKS 2007

Se trata de un helicóptero biplaza (piloto y artillero) con asientos en línea. Posee un rotor principal con cinco palas con un diámetro de 17,2 m y uno de cola en forma de X. Tiene dos pequeñas alas laterales para almacenamiento del armamento. Además posee un compartimento habilitado para tres personas pensado para posibles evacuaciones en el campo de batalla.

### Seguridad
El Mi-28 posee una cabina blindada capaz de resistir el impacto de proyectiles de hasta 12,7 mm. Tiene un sistema de salto con paracaídas para alturas grandes y para alturas más pequeñas (aterrizajes forzosos) amortiguadores especiales de alta resistencia al choque. Dispone también de un sistema de contramedidas con dispensadores de bengalas UV-26, así como sistemas de alerta de aproximación de misiles en la banda ultravioleta. Además los elementos menos importantes están situados por delante de los de mayor importancia (que están incluso duplicados) para minimizar daños.

### Armamento
El Mi-28 dispone de un cañón Shipunov 2A42 de 30 mm situado bajo el morro con una cadencia de disparo de 900 proyectiles/min y un máximo de 300 proyectiles.
Además dispone de una gran variedad de armas que se colocan en las alas laterales en 4 anclajes. Algunas de estas armas son:
- Misiles antitanque guiados 9K114 Shturm (código OTAN AT-6 Spiral) y 9M120 Ataka-V (código OTAN AT-9 Spiral-2).
- Cohetes no guiados de 80 o 130 mm
- Bombas de hasta 500 kg
- Cañones de 40 mm
- Dispositivos lanzagranadas
- Dispositivos de colocación de minas

El sistema de guiado de armas de las versiones más antiguas es una unidad de puntería electro-óptica Tor, las versiones modernas incorporaran sistemas avanzados con apuntado mediante el casco del artillero.

### Radar y aviónica

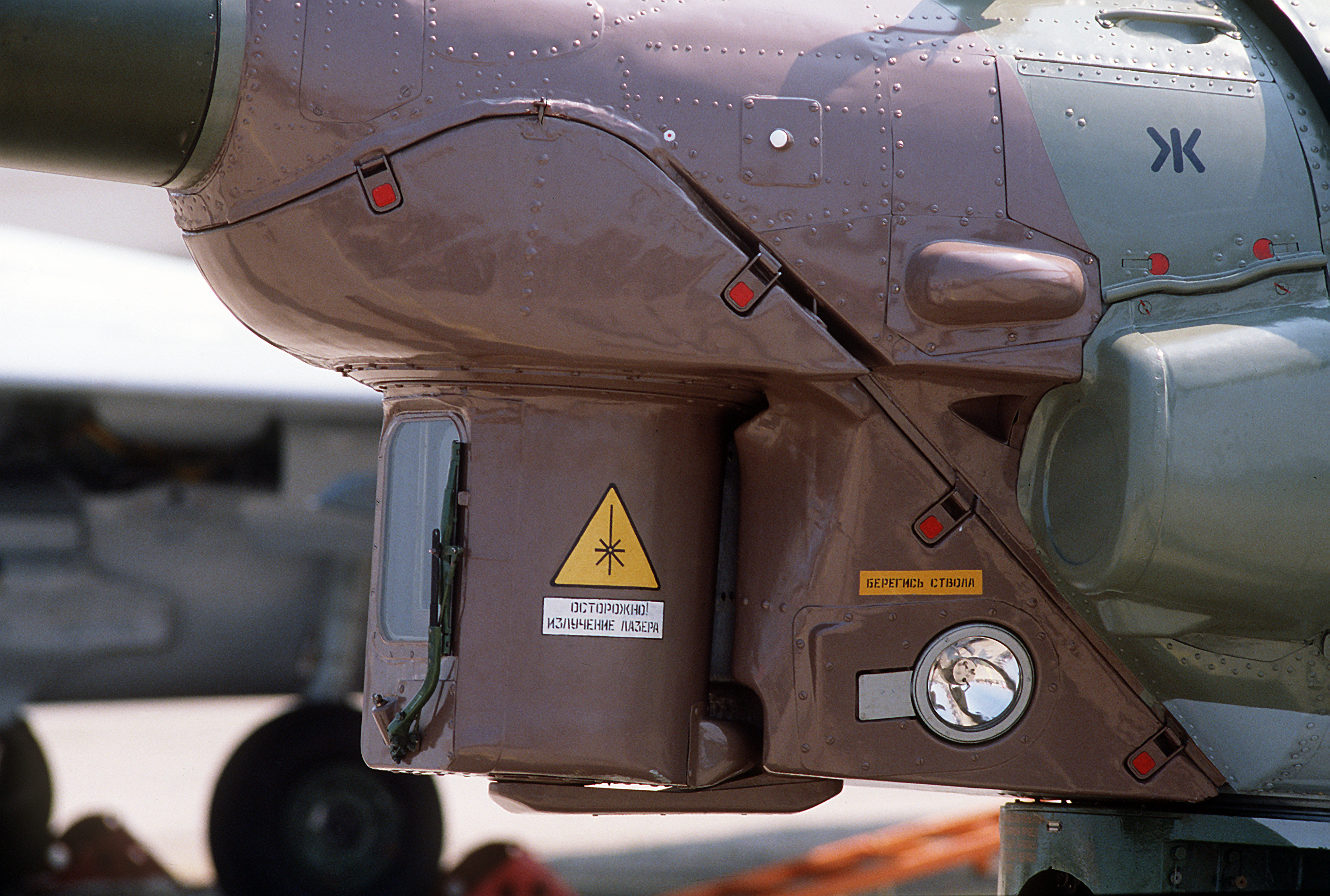
Sensores frontales del Mi-28.

El radar es un N-025 Almaz-280 situado sobre el rotor principal que trabaja en dos rangos de frecuencia: bandas Ka (milimétricas) y bandas I/J (centimétricas). En la banda I/J el radar se usa para detectar blancos aéreos hasta 20 km de distancia y para observar fenómenos meteorológicos hasta 100 km de distancia. La banda milimétrica es usada para buscar blancos de superficie hasta distancias de 10 km, así como para detectar obstáculos en el terreno.
Posee la suite de aviónica integrada IKBO-28, esta es una suite de control de múltiples sensores de observación (torretas electro-ópticas y radar), sistemas de manejo de armamento, comunicaciones, y navegación. Todos los sistemas están integrados por medio de buses de datos y controlados por 2 computadores digitales de serie Baget-53-015. 
La IKBO-28 consta de:
- El sistema de navegación inercial INS-2000
- El sistema de referencia de descarga de dirección y altitud SBKV-2V-2.
- El radar de velocidad terrestre y deriva DISS-32-28.
- El radiocompás ARK-25

## Variantes

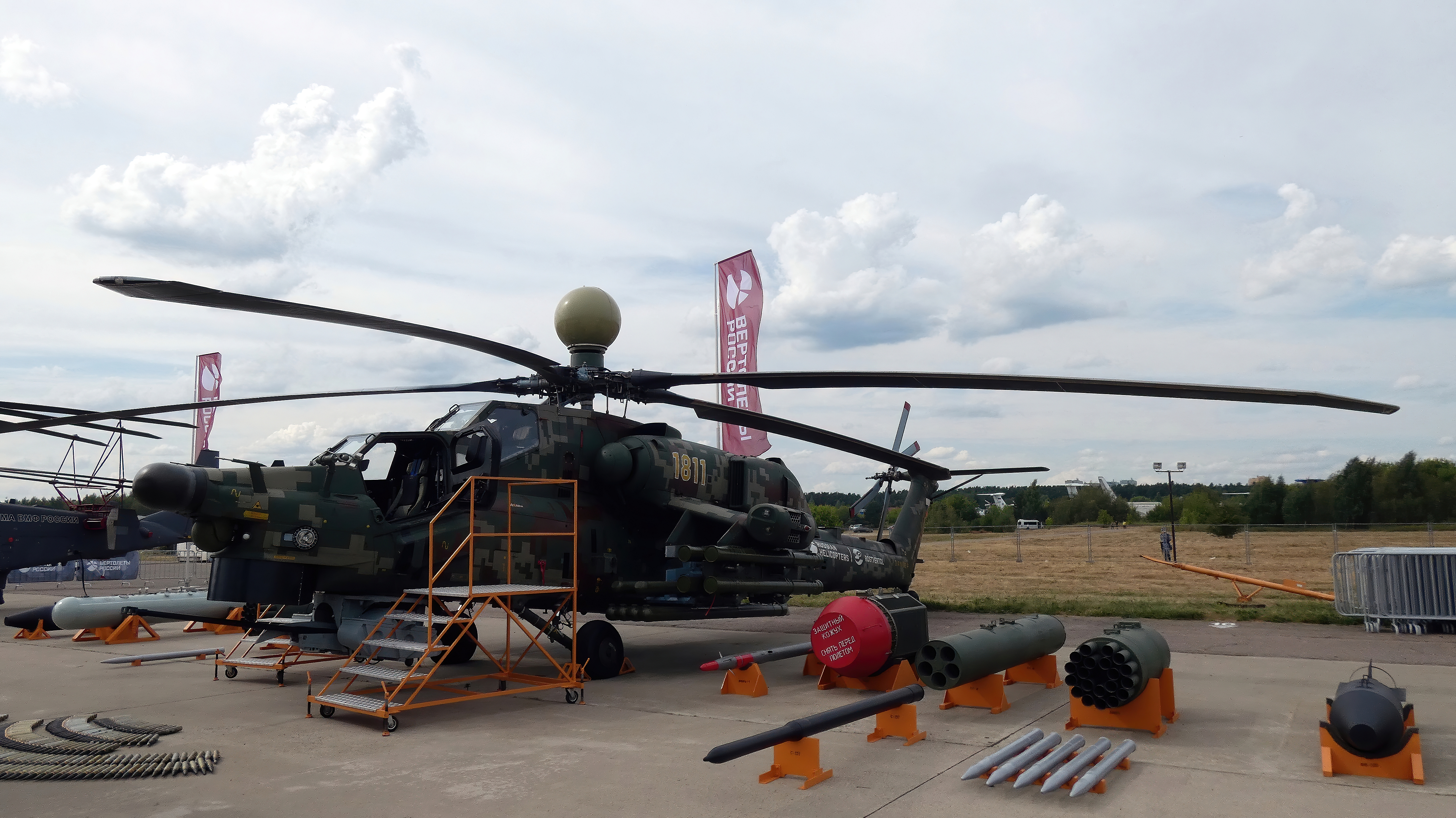
Mi-28NM en aeroshow MAKS-2021

- Mi-28A (Havoc-A): diseño original, concebido como cazacarros perdió la competición contra el Kamov Ka-50.

- Mi-28N (Havoc-B): versión más extendida, helicóptero de ataque de día/noche con cualquier condición meteorológica.

- Mi-28D: versión simplificada para misiones diurnas.

- Mi-28NE: versión de exportación.

- Mi-28NM: versión con radar N025E (sobre el eje del rotor) que permite rastrear en 360º, baja firma de radar, mayor rango de alcance, sistemas avanzados de control de armas, capacidad de conexión aire-aire, velocidad incrementada (de crucero a 297 km/h y máxima operativa a 362 km/h), sistema de control duplicado gracias al cual el operador de navegación también puede controlar el helicóptero, sistema de misiles antitanque Jrizantema-V y nuevo motor con mayor vida útil que requiere menor mantenimiento.

## Usuarios

### Actuales
- Fuerza Aérea Rusa: 100 Mi-28N y Mi-28UB 20, 120 en servicio.[4]

- Fuerza Aérea Argelina: 42 ordenados en marzo de 2014.[5]

- Fuerza Aérea de Kenia: 16 Mi-28NE ordenados, tres ya han sido entregados en febrero de 2012 y el resto se encuentra en proceso de entrega.[actualizar][6]

## Historial de combate

### Guerra Ruso-ucraniana
- Invasión rusa de Ucrania de 2022[7] y guerra civil Siria.

## Especificaciones (Mi-28N)
Referencia datos: Jane's

### Características generales
- Tripulación: 2 (piloto y navegante/operador de armamento)
- Longitud: 17,01 m
- Diámetro rotor principal: 17,2 m
- Altura: 4,7 m
- Área circular: 232,35 m²
- Peso vacío: 8.600 kg
- Peso cargado: 10.700 kg
- Peso máximo al despegue: 11.500 kg
- Planta motriz: 2× turboeje Klimov TV3-117VMA.
  - Potencia: 1636 kW (2256 HP; 2225 CV) cada uno.
- Hélices: Rotor principal de 5 palas y rotor de cola de 4 palas

### Rendimiento
- Velocidad máxima operativa (Vno): 320 km/h (199 MPH; 173 kt)
- Velocidad crucero (Vc): 270 km/h (168 MPH; 146 kt)
- Alcance: 435 km (235 nmi; 270 mi)
- Radio de acción: 200 Kilómetros
- Alcance en ferry: 1100 Kilómetros
- Techo de vuelo: 5700 metros
- Régimen de ascenso: 13,6 m/s (2677 ft/min)

### Armamento
- Cañones: 1× cañón automático Shipunov 2A42 calibre 30 mm con 250 proyectiles montado en torreta inferior con ángulo de giro de ±110°. Carga de armas en los pilones del lado izquierdo de un Mi-28.
- Puntos de anclaje: 4 pilones en las estructuras alares para cargar una combinación de:   
  - Cohetes: 

    - 40× cohetes S-8 de 80 mm o
    - 10× cohetes S-13 de 122 mm

  - Misiles: 

    - Misiles aire-superficie: 16× misiles antitanque 9M120 Ataka-V o 9K118 Sheksna
    - Misiles aire-aire: 8× 9K38 Igla-V o Vympel R-73

  - Otros: 

    - 2× contenedores de cañones Gsh-23L calibre 23 mm con 250 proyectiles cada uno.
    - 2× dispensadores de minas KMGU-2

### Aeronaves similares
- Westland WAH-64 Apache
- Boeing AH-64 Apache
- Bell AH-1Z Viper
- Bell AH-1 SuperCobra
- AgustaWestland AW129 Mangusta
- Eurocopter EC 665 Tigre
- Denel AH-2 Rooivalk
- Mil Mi-24 Hind
- Kamov Ka-50 Black Shark /  Kamov Ka-52 Alligator
- CAIC WZ-10
- Kawasaki OH-1 Ninja
- HAL Light Combat Helicopter